# Horace Édouard Davinet
Horace Édouard Davinet, né le 23 février 1839 à Pont-d'Ain et mort le 30 juin 1922 à Berne), est un architecte franco-suisse.

## Biographie
Horace Édouard Davinet, fils de François, maire de Pont d’Ain, fréquente l’école de Bourg-en-Bresse. Après la mort de sa mère, il séjourne fréquemment à Berne et, en suite du mariage de sa sœur, en 1855, avec l’architecte bernois Jakob Friedrich Studer (de), commence dès 1856 un apprentissage d’architecture chez ce dernier. Il participe avec lui à la planification du premier Palais fédéral (aile ouest, 1852-1857) et contribue également à la construction de l’hôtel de luxe Bernerhof (1856-1858) ; En 1857 également, il participe à l’élaboration des premiers projets de grands hôtels dans l’Oberland bernois et acquiert ainsi une excellente formation dans le domaine de l’architecture hôtelière.
En 1862–1864, il trouve un emploi chez Wilhelm Sophonias Bäumer (de), professeur à l’école polytechnique de Stuttgart. Cet architecte est alors occupé à construire un palais mauresque pour le roi Guillaume Ier de Wurtemberg, la Damaszenerhalle à la Wilhelma, devenu grand parc zoologique à Cannstatt. Mais en 1864, Davinet rentre à Berne chez Studer, en vue de la construction du Grand Hôtel Victoria à Interlaken. Avec ce dernier, en 1866, il ouvre dans cette ville un bureau d’architecture dont il prend rapidement la direction. Il est alors un spécialiste très recherché pour la construction de bâtiments de villégiature, non seulement dans l’Oberland bernois, mais dans l’ensemble de la Suisse.
En 1876, il transfère son bureau à Berne, où il joue un rôle important dans la construction du nouveau quartier de Kirchenfeld, secteur pour lequel il avait, avec Friedrich Studer, déjà soumis un premier projet en 1859. Il est en effet porte-parole de la «Berne Land Company», société créée en 1881 à Londres et dotée de capitaux anglais pour la construction, à ses propres risques, du Pont de Kirchenfeld, ouvert en 1883.
En 1891, Davinet est nommé directeur du musée des beaux-arts de Berne. Il réduit alors son activité architecturale pour se consacrer surtout à la promotion de la création artistique, favorisant les jeunes artistes. De 1888-1894, puis encore de 1901-1906, Davinet préside la Société des Beaux-Arts de Berne. Il organise en 1890 la première grande exposition de peinture en Suisse (le Salon fédéral). À sa mort, il laisse au musée son importante collection personnelle, comportant essentiellement des artistes contemporains. Bourgeois d’honneur de la Ville de Berne en 1900.
Son bureau d’architecture est repris par son petit-neveu Frédéric Studer, devenu son associé, et qui construit dès lors principalement des maisons locatives, auxquelles s’ajoutent le Sanatorium Victoria, à Berne (1904), et la reconstruction en 1910 du Collège Maria Hilf, à Schwytz.
Horace Édouard Davinet reçoit en 1900 la bourgeoisie d’honneur de Berne. C'est peut-être à cette époque qu'il rédige un manuscrit autographe de 13 pages intitulé « Souvenirs », dans lequel il retrace de manière chronologique l'histoire de sa vie, ne citant cependant qu'une liste restreinte de commandes exécutés.
Le monument funéraire de Davinet (vers 1923) a été déplacé en 1984 dans le site pittoresque du Giessbach, au voisinage du Grand Hôtel. L'urne enfermant les cendres de l'architecte y été déposée en 1986 (selon inscription sur place).

## Œuvres choisies
- 1862–1864, Damaszenerhalle et Maison d‘hôtes de la Wilhelma, Cannstatt/Stuttgart, (dans le cadre du Bureau Bäumer).
- 1864-1865, Interlaken, hôtel Victoria (inspiré de l’Hôtel Beau-Rivage Palace, à Ouchy-Lausanne) et l’hôtel Jungfrau (construction, avec Jakob Friedrich Studer, selon des plans de Robert Roller).
- 1865, Villa Zurbrügg, connue plus tard comme dépendance de l’hôtel Blüemlisalp, à Aeschi bei Spiez.
- vers 1870, villa Choisy à Interlaken, en bois, de style mauresque.
- 1872-1873, Heiden, Kursaal, en bois, de style mauresque.
- 1872-1874, Beau-Rivage à Interlaken, palais néo-Renaissance.
- 1874-1875, Hôtel Schreiber à Rigi-Kulm.
- 1874, Interlaken, Hôtel Beau-Rivage, palais néo-renaissance d’inspiration française[3].
- 1874-1875, Brienz, Grand Hôtel Giessbach, (toitures et intérieur ravagé par un incendie en 1883, restauration 1884. Rachat par F Weber en 1983, restauration complète jusqu’en 1887[4].
- 1876, Grand Hôtel Sonnenberg à Seelisberg (UR)
- 1876-1877, Berne, Pavillonweg 14, villa, ultérieurement maison de rapport[5].
- 1880 (vers), Berne, Kirchenfeld, planification et construction du quartier.
- 1880, Berne, Kanonenweg 12-18, maisons locative[5].
- 1880 et 1881, Badenweiler, Grand Hôtel Römerbad (redéveloppement)[6]
- 1884 et 1894, Interlaken, Grand Hôtel Jungfrau, par Davinet et Albert II Roller[7].
- 1885 et 1889, Berne, Feldeggweg 7 / Westrasse 6, deux villas dans le goût de la Renaissance française[8].
- 1889-1889, Berne, Erlachstrasse 17, villa dans le style d’une maison de campagne italienne[9].
- 1891, Berne, Archivstrasse 12-20, rangée de maisons individuelles[10].
- 1896, Berne, Thunstrasse 5, édifice néobaroque[8].
- 1899, Interlaken, Grand Hôtel Victoria, construit par Davinet selon des plans de Friedrich Studer, (reconstr. après incendie en 1906)[7].
- 1906, Berne, Victoriaspital, (Sonnenbergstr. 14) 1906, dépendance du sanatorium Victoria, des sœurs d’Ingenbohl[11].
- 1914, Berne, Anshelmstrasse 18, maison néobaroque 1914, avec Frédéric Studer[12].